# Alphen-Boshoven
Pour les articles homonymes, voir Boshoven.
Boshoven est un hameau néerlandais situé dans la commune d'Alphen-Chaam, dans la province du Brabant-Septentrional. Le 1er janvier 2000, le hameau d'Alphen-Boshoven totalisait 25 maisons et 70 habitants.
En 1840, le hameau comptait 15 maisons et 99 habitants.